# Parque Costero del Sur
La réserve de biosphère du Parque Costero del Sur est une réserve de biosphère située en Argentine, dans la province de Buenos Aires. La réserve a été reconnu par l'UNESCO en 1984.

## Situation
La réserve est située dans la province de Buenos Aires. arrondissement de Magdalena, rive droite du río de la Plata.
- Latitude 36° sud et Longitude 57° 30′ ouest.
- Superficie : environ 300 km2.
- Altitude : de 0 à 8 mètres.

Ce parc s'étend dans la région située entre la ville de la Plata capitale de la province et le centre de la baie de Samborombón, entre la côte du río de la Plata et la route nationale no 11.

## La flore
La flore et la faune de la zone du parc sont caractéristiques du milieu subtropical et sont donc la continuation des biomes observés depuis le nord-est du pays, le long des grands fleuves du bassin du río de la Plata. C'est le fleuve lui-même qui crée le microclimat nécessaire pour la subsistance de ces espèces.
Le tala (celtis tala), est sans doute l'arbre le plus représentatif de cette réserve.
C'est un arbre qui atteint jusqu'à 10 mètres de haut, d'écorce gris-clair, avec des branches en zigzag et qui à chaque angle possèdent des épines de 5 millimètres de long et des feuilles ovales de 2 centimètres.